# Selma James
Selma James (født 15. August 1930) er er amerikansk feminist og medforfatter til et af kvindebevægelsens klassiske værker, The Power of Women and the Subversion of the Community (med Mariarosa Dalla Costa)). James var desuden medstifter af den internationale Wages for Housework-kampagne og koordinator af Global Women's Strike.